# 离合器半联动
离合器半联动是指装载有手動變速器的机动车的离合器在驾驶员的操作下处于半离半合的状态，从而使得机动车传动系统处于不联动与全联动之间，此时发动机飞轮摩擦片和离合器压盘不紧密接触，发生滑动摩擦，使得发动机的能量只有部分传递到机动车输出轴。通过控制离合器来达到半联动状态是一种驾驶技巧，在参加驾驶证考试和实际驾驶过程中有不少应用。

## 原理
离合器是控制发动机动力向机动车输出轴传输的一个开关，当驾驶员没有踏下离合器踏板，使得离合器踏板处于释放状态时，离合器摩擦板和飞轮处于完全贴合状态，飞轮和离合器的摩擦板处于相对静止状态，其动能传递到输出轴进而传递到车轮，提供机动车的牵引力；当驾驶员将离合器踏板踏到底时，离合器摩擦板和飞轮处于分离状态，此时即为不联动状态，飞轮的动力不能传递到输出轴上；而当驾驶员踏下离合器踏板后缓慢抬起，但又没有完全抬起，此时发动机飞轮摩擦片和离合器压盘既不是完全分离状态，也不是完全贴合状态，而是处于一种介于中间的不紧密接触状态，所以两者会发生滑动，飞轮的动力部分传递到输出轴并传递到车轮上，此时即为离合器半联动状态。

## 应用
在半联动状态下，由于能量传输效率降低，所以半联动情况下可以获得较低的行驶速度。在需要较低行驶速度的情况下便可以使用到半联动，例如堵车或把车开进停车位的时候。在坡道起步和坑洼道路上，也可以应用半联动技术。

## 影响
半联动状态时摩擦板和飞轮存在滑动摩擦，长期保持这种状态，容易造成离合器的磨损。此外，滑动摩擦过程容易因频率相近而产生共振现象，使车辆抖动或发出异响，影响驾驶。